# Método de Rayleigh-Ritz
O método de Rayleigh-Ritz é um método de obtenção de resultados aproximados para Equação diferencial parcial. É semelhante ao Método de Galerkin em que são utilizadas funções testes que atendem as condições de contorno do problema em questão. Entretanto, a aplicação destas funções para aproximação é diferente do Método de Galerkin, uma vez que no Método de Galerkin, a função de aproximação é imposta diretamente na integral ponderada, enquanto no método de Rayleigh-Ritz, a função de aproximação é imposta após a obtenção da Forma Fraca do problema.

## O método
Dada uma equação diferencial genérica 

{\displaystyle {\frac {d}{dx}}\left(a(x){\frac {d}{dx}}u\right)=q}

e as condições de contorno

{\displaystyle u{\big |}_{x=0}=u_{0}}

{\displaystyle \left(a(x){\frac {d}{dx}}u\right){\Bigg |}_{x=L}}

Aplica-se a o método da Integral Ponderada, atribuindo pesos a função. Isso é feito trazendo o termo q(x) para o outro lado da equação, e multiplicando a equação diferencial por uma função peso w(x), de tal forma que o resultado é:

{\displaystyle \left({\frac {d}{dx}}\left(a(x){\frac {d}{dx}}u\right)-q\right)w=0}
Integrando a função obtemos

 

{\displaystyle \int _{0}^{L}\left({\frac {d}{dx}}\left(a(x){\frac {d}{dx}}u\right)-q\right)w\,dx}
Realizando a integração por partes temos

{\displaystyle \int _{0}^{L}\left({\frac {d}{dx}}\left(a{\frac {d}{dx}}u\right)-q\right)w\,dx=\left(a\,w{\frac {d}{dx}}u\right){\Bigg |}_{0}^{L}-\int _{0}^{L}a(x){\frac {d}{dx}}w{\frac {d}{dx}}u\,dx+\int _{0}^{L}qw\,dx}

Assim, temos

{\displaystyle \left(a\,w{\frac {d}{dx}}u\right){\Bigg |}_{0}^{L}-\int _{0}^{L}a(x){\frac {d}{dx}}w{\frac {d}{dx}}u\,dx+\int _{0}^{L}qw\,dx=0}

Separando o termo dependente de u e w na esquerda, e os demais na direita temos

{\displaystyle \int _{0}^{L}a(x){\frac {d}{dx}}w{\frac {d}{dx}}u\,dx=\left(a\,w{\frac {d}{dx}}u\right){\Bigg |}_{0}^{L}-\int _{0}^{L}qw\,dx}

Note que no termo {\displaystyle \left(a\,w{\frac {d}{dx}}u\right){\Bigg |}_{0}^{L}} é onde podemos aplicar as condições de contorno do problema.

Assim sendo, a equação restante está na forma fraca genérica

{\displaystyle B(w,u)=l(w)}

O método então busca aproximações para a solução desta equação, estimando a função {\displaystyle u} por

{\displaystyle u=\sum _{j=1}^{N}c_{j}\phi _{j}+\phi _{0}}

onde {\displaystyle \left\{\phi _{j}\right\}_{j=1}^{N}} é o conjunto de funções previamente escolhidas satisfazendo as condições de contorno essencial homogênea do problema, e {\displaystyle \phi _{0}} é a função que satisfaz a condição de contorno essencial do problema.

No método de Rayleigh-Ritz, os coeficientes{\displaystyle c_{j}} são obtidos substituindo a função peso {\displaystyle w} por uma das funções de aproximação {\displaystyle \phi _{i}}. Como no método de Rayleigh-Ritz procura-se a solução {\displaystyle u_{N}=\sum _{j=1}^{N}c_{j}\phi _{j}+\phi _{0}} que a satisfaça, determinaremos os coeficientes {\displaystyle c_{j}} pela substituição da função peso {\displaystyle w} e a função {\displaystyle u}, pela função de aproximação {\displaystyle \phi _{i}} e a aproximação {\displaystyle u_{N}}, respectivamente. Assim, faremos que no termo 

{\displaystyle B(w,u)=l(w)}

os termos

{\displaystyle w=\phi _{i}}

e

{\displaystyle u=u_{N}=\sum _{j=1}^{N}c_{j}\phi _{j}+\phi _{0}}

Com isso, obtemos

{\displaystyle B(\phi _{i},\sum _{j=1}^{N}c_{j}\phi _{j}+\phi _{0})=l(\phi _{i}),\,\,\,\,\,\,\,\,\,(i=1,2,3,\dots ,N)}

Supondo a bilinearidade do operador B, simplifica-se para

{\displaystyle \sum _{j=1}^{N}B(\phi _{i},\phi _{j})c_{j}=l(\phi _{i})-B(\phi _{i},\phi _{0}),\,\,\,\,\,\,\,\,\,(i=1,2,3,\dots ,N)}

De maneira mais simplificada, fazendo 

{\displaystyle B_{ij}=B(\phi _{i},\phi _{j})}

{\displaystyle F_{i}=l(\phi _{i})-B(\phi _{i},\phi _{0})}

Obtemos a forma simplificada como

{\displaystyle \sum _{j=1}^{N}B_{ij}c_{j}=F_{i},\,\,\,\,\,\,\,\,\,(i=1,2,3,\dots ,N)}

Isso representa um sistema de N equações algébricas a N incógnitas, com os coeficientes {\displaystyle c_{j}}, e o sistema possui solução única desde que a matriz {\displaystyle B_{ij}} seja inversível.

## Aplicações
O método de Rayleigh-Ritz é um dos métodos utilizados na análise através do Método dos Elementos Finitos. É um método bastante utilizado por oferecer menos restrições nas funções de aproximação  {\displaystyle \left\{\phi _{j}\right\}_{j=1}^{N}} . A grande diferença comparado ao Método dos resíduos ponderados é que o Método de Rayleigh-Ritz utiliza as mesmas funções peso {\displaystyle w(x)} que foram utilizadas para as funções de aproximação {\displaystyle \left\{\phi _{j}\right\}_{j=1}^{N}}.